# Extramuros (revista)
A Extramuros: Revista de Extensão da UNIVASF ou simplesmente Extramuros é um periódico científico editado pela Pró-Reitoria de Extensão da Universidade Federal do Vale do São Francisco (UNIVASF), que publica artigos científicos no campo da educação com foco na extensão universitária. Publicada desde seu lançamento em 2013, esta revista está indexada em várias bases como o Latindex.
De acordo com a Plataforma Sucupira, ela está inserida no Qualis Periódicos no extrato B3. 